# Aeroportul Yantai Penglai
Aeroportul Yantai Penglai (IATA: YNT, ICAO: ZSYT) este un aeroport ce deservește zona Yantai⁠(d). Aeroportul a fost tranzitat în 2022 de 3.102.435 de pasageri. A fost deschis și numit după zona deservită.
Aeroportul dispune de o singură pistă.